# 오장원 (축구 선수)
오장원(1998년 3월 13일~)은 대한민국의 축구 선수이다.

## 선수 경력
풍생중학교 소속으로 리그 득점왕과 최우수선수상을 수상하며 팀의 중등축구리그 왕중왕전 정상으로 이끌었다. 이후 중동고등학교 시절에 스카우터 필립 티스의 눈에 띄게 되어 AFC 투비즈에 입단하게 되었다.